# Etlingera barioensis
Etlingera barioensis är en enhjärtbladig växtart som beskrevs av Axel Dalberg Poulsen. Etlingera barioensis ingår i släktet Etlingera och familjen Zingiberaceae. Inga underarter finns listade i Catalogue of Life.